# NBC
NBC, odnosno National Broadcasting Company, američka je radijska i televizijska mreža u vlasništvu NBC Universala, podružnice tvrtke Comcast. Sjedište tvrtke je Comcast Building koja je dio Rockefeller centra u New Yorku, s važnim uredima u Los Angelesu, Chicagu i Philadelphiji. NBC popularno nazivaju "Paunovom mrežom" zbog njezinog logotipa, koji prikazuje pauna u duginim bojama; logo je prvi put prikazan 1956. zbog početka emitiranja u boji i postao je službeni logotip mreže od 1979.
Uspostavljena je 1926. kao dio korporacije RCA (Radio Corporation of America) i najstarija je mreža u SAD-u. 1986. godine, General Electric otkupljuje RCA zajedno s NBC-om u kupovini vrijednoj 6,4 milijarde dolara. 2003., francuska medijska tvrtka Vivendi spojila je svoje dijelove s GE-om, formirajući tako NBC Universal. Comcast je 2011. otkupio tvrtku, te otkupio preostali udio General Electrica 2013.
NBC sačinjava 11 televizijskih postaja i gotovo 200 podružnica diljem SAD-a i njegovih teritorija, od kojih je nekoliko dostupno i u Kanadi; NBC također posjeduje dozvole za licenciranje međunarodnih kanala u Južnoj Koreji i Njemačkoj.

## Povijest

### Radio
Tijekom ranog razdoblja poslovnih konsolidacija u radijskoj industriji, radijska tvrtka Radio Corporation of America (RCA) otkupila je udio newyorške radio postaje WEAF od tvrtke AT&T. Dioničar RCA-a, tvrtka Westinghouse, premjestila je 1923. godine pionirsku stanicu WJZ iz Newarka, New Jersey u RCA u New York City. Nakon uspjeha postaje WEAF, RCA je vidio prednost zajedničkog emitiranja, te nakon dobivanja licence za postaju WRC iz Washingtona 1923., pokušao je odašiljati zvuk između dvaju gradova pomoću nisko kvalitetnih brzojavnih linija, ali su napori završili s lošim uspjehom. 1925., nakon što je AT&T odlučio da mu postaja WEAF više nije od koristi, odlučio ju je prodati RCA-u.
RCA je potrošio milijun dolara za kupovinu postaja WEAF i WCAP, zatim je potonju stanicu ukinula i spojila s WRC-om; te je krajem 1926. najavila da stvara novu podružnicu zvanu National Broadcasting Company. Vlasništvo podružnice podijeljeno je između RCA (većinski partner s 50% udjela), General Electrica (30% udjela) i Westinghousa (20% udjela). NBC je s emitiranjem službenoo započeo 15. studenog 1926. godine.
Dvije glavne postaje WEAF i WJZ, zajedno su radile kao dio NBC-a. 1. siječnja 1927, NBC im je dodijelio novu ulogu i nove nazive "Crvena mreža" emitirala je sponzorirani zabavni program, dok je "Plava mreža" većinom emitirala prijenose vijesti i kulturnih programa. NBC se 5. travnja 1927. proširio i na Zapadnu obalu SAD-a, s "Narančastom mrežom", koja je ukinuta 1936. 
1927. NBC se premjestio na Petu aveniju na Manhattanu, međutim brzo je prerastao svoja postrojenja do 1933. godine. 1930., General Electric je optužen za povredu antitrusta, te je odlučio da odovoji od RCA iz svog posjeda. Nova neovisna tvrtka potpisala je najam da premjesti sjedište u novoizgrađeni Rockefeller centar 1931. godine. Kada se RCA 1933. premjestio u novi kompleks, postao je glavni stanar 30 Rockefeller Plaze, tada znane kao "RCA Building".
1934, radijska mreža NBS uložila je žalbu američkom Federalnom odboru za komunikacije (FCC), tvrdeći da je nemoguće osnovati nove radio stanice jer je većinsko tržište u vlasništvu NBC-a i CBS-a (Columbia Broadcasting System). Nakon niza istraga FCC-a za monopol, odbor je 1939 je odlučio da NBC-ove dvije mreže drže većinu tržišta i odredio je RCA-u da jednu od svojih dviju mreža (plavu ili crvenu) odvoji iz svog vlasništva. Iako je RCA uložio žalbu, ona je odbijena i 1941. odlučio je prodati plavu mrežu. Dvije su mreže službeno odvojile svoja postrojenja 8. siječnja 1942.; plava je mreža kolokvijalno nazivana "Blue", dok je crvena mreža prozvana jednostavno "NBC".
Nakon odbitka zadnje žalbe Vrhovnom sudu SAD-a u svibnju 1943., RCA je prodao plavu mrežu novoj tvrtci ABC (American Broadcasting Company) za 8 milijuna dolara. Plava mreža, odnosno The Blue Network, službeno je postala ABC 15. lipnja 1945., nakon što je prodaja dovršena.
U zlatnim godinama radija, NBC postaje dom nekih od najpopularnijih izvođača i radijskih programa, te su NBC-ove postaje su često bile najmoćnije u državi. Krajem 1940-ih, rival CBS stekao je prednost s potezom da dopusti radijskim zvijezdama da koriste svoje osobne produkcijske kuće, zbog čega mnogi popularni izvođači, počevši s najpopularnijom radijskom osobom Jackom Bennyjem, prelaze u CBS. Osim toga, mnoge zvijezde NBC-a prelaze na televiziju. Kako bi održao radijske programe živima i suprotstavio se CBS-u, NBC počinje emitirati The Big Show u studenom 1950, koji je okupio mnoge prestižne komičare i dramatičare, ali početni uspjeh emisije nije dugo trajao, s obzirom na to da većina publike prelazi na televiziju.
18. lipnja 1975., NBC je započeo s emitiranjem informativnog programa NBC News, koji je donosio najnovije vijesti s trajanjem do 55 minuta po satu lokalnim stanicama. Program je privukao nekoliko desetaka radijskih postaja; međutim, NBC je do jeseni 1976. odlučio ukinuti program zbog neprofitabilnosti. NBC je prvi započeo s emitiranjem radijskog talk showa koji je uključivao sudjelovanje gledatelja u diskusijama putem telefonskih poziva.
General Electric je 1986. ponovo otkupio RCA, što je postao početak kraja NBC radija. GE je odlučio da radijska industrija više nije profitablina; osim toga, u to je vrijeme još na snazi bila odluka FCC-a o manjim pravima mrežama koje emitiraju i radijske i televizijske programe. Do 1990., NBC Radio prestao je postojati kao neovisna radijska mreža. Do kraja 1990-ih, Westwood One je emitirao većinu programa NBC radija. 1. ožujka 2012., tvrtka Dial Global najavila je ukudanje CNN radija i proširenje NBC-ovog radijskog programa. Ovo je značilo da će prvi put od kupovine NBC-ovog radija NBC imati 24-satni radijski program.

### Televizija

#### Počeci
RCA i predsjednik David Sarnoff privukli su naviše pažnje na Svjetskoj izložbi u New Yorku 1939. uvođenjem električnog televizora i pokreće raspored regularnog programa na NBC-RCA televizisjoj postaji u New York Cityju. Predsjednik Franklin D. Roosevelt pojavio se 30. travnja 1939. na izložbi pred NBC-ovom kamerom, postavši tako prvi američki predsjednik snimljen na televiziji. Prijenos se odašiljao iz NBC-ove newyorške postaje W2XBS i gledalo ga je oko tisuću ljudi u radijusu od oko 64 km od odašiljača na Empire State Buildingu. Idućeg dana, 1. svibnja, četiri modela RCA-ovih televizora pušteni su u prodaju javnosi u raznim dućanima u New Yorku, te su reklamirani u raznim novinama. Razni proizvođači su 1938. nudili kućne televizore u iščekivanju početka emitiranja TV programa u travnju 1939. Krajem godine, NBC je počeo snimati razne nogometne i bejzbolske utakmice u području New York Cityja, odradivši tako prve prijenose u povijesti televizije.
Pretpostavlja se da je prvi NBC-ov televizijski program emitiran 12. siječnja 1940., kada je prikazana predstava zvana Meet The Wife, snimljena u studijima u Rockefeller centru. Otprilike u to vrijeme se poneki specijal prikazivao u Philadelphiji. Najambiciozniji program NBC televizije u predratnom razdoblju bio je prijenos konvencije Republikanske stranke u Philadelphiiji u ljeto 1940., koji se prenosio uživo u New York Cityju. Međutim, unatoč velikom reklamiranju RCA-a, prodaje televizora u New Yorku tijekom 1939./40. bile su razočaravajuće, većinom zbog visokih cijena, ali i zbog manjka regularnih televizijskih programa. Većina televizora otišlo je u kafiće, hotele i druga javna mjesta, gdje je javnost pratila vijesti i sportske prijenose.
Kad je eksperimentalna faza televzije završila i FCC dopustio punopravno komercijalno emitiranje 1. srpnja 1941., NBC-ova postaja W2XBS u New Yorku dobila je prvu komercijalnu licencu, uzevši novo ime WNBT. Prva službena plaćena televizijska reklama u svijetu emitirana je je istog dana na WNBT-u; bila je to reklama proizvođača satova Bulova, u trenutcima prije prijenosa bejzbolskog susreta Brooklyn Dodgersa. U reklami se nalazila testna kartica sa sa slovima WNBT, koji su modificirani tako da podsjećaju na sat, zajedno s fukncionalnim kazaljkama i logotipom tvrtke. Među prvim programima emitiranima na postaji WNBT bili su The Sunoco News, zajednički prijenos radijske emisije NBC-a koju je sponzorirao Sunoco; amaterski boks; teniska natjecanja; programi organizacije USO; emisija natjecanja u slovkanju; nekoliko igranih filmova; i testni prijenos kviza Truth or Consequences.
Ograničeni komercijalni televizijski program nastavio se sve do ulaska Sjedinjenih Država u Drugi svjetski rat. Prijenosi su bili ograničeni u ranim godinama rata, tada su se proširili nakon pripremanja NBC-a za cijelodnevni program. Na dan pobjede u Europi 8. svibnja 1945., WNBT je satima prenosio samo vijesti, i izvještaje reportera s newyorškog područja. Ovaj je događaj NBC unaprijed promovirao poštanskim karticama poslanima direktno vlasnicima televizora u newyorškom pordučju. U jednom trenutku, kamera WNBT-a postavljena na vrh Hotela Astor prikazala je mnoštvo ispod koje slavi pobjedu u ratu u Europi. Živopisan prijenos označio je početak porasta televizije nakon završetka rata.
NBC-ova mreža postupno je rasla nakon rata i četiri postaje. World Series 1947. igrao se između dviju newyorških momčadi (New York Yankees i Brooklyn Dodgers), te je prodaja televizora naglo porasla na lokalnom području, s obzirom na to da su suresti prenošeni uživo na tom području. Mnoge postaje diljem Istočne obale i Srednjeg zapada bile su povezane putem koaksijalnih kabela krajem 1940-ih, a u rujnu 1951. emitirani su prvi transkontinentalni prijenosi.
Poslijeratne 1940-e i rane 1950-e donijele su uspjeh NBC-u s novim medijem. Prva velika TV zvijezda Milton Berle, čiji program Texaco Star Theatre započinje u lipnju 1948., privukao je prve mase gledatelja na NBC televiziju. S inovativnim predsjednikom Sylvesterom Weaverom, mreža je započela emitiranje emisija Today i The Tonight Show, koji će se emitirati više od 50 godina (još su u programu) i držati većinsku gledanost nad konkurentima. 

#### Televizija u boji
Iako su rivalske mreže CBS i DuMont također planirale započeti emitiranje televizije u boji, RCA je uvjerio FCC da dopusti njihov sustav slike u boji u prosincu 1953. NBC je već bio spreman za programe u boji već u danima nakon odluke Odbora, te je tranziciju započeo s nekoliko obojenih slika 1954., i započeo s prvim programom emitiranim u potpunosti u boji, Tv seriju The Marriage (hrv. "Brak"). 1955., NBC je u boji emitirao brodvejski mjuzikl Petar Pan, što je privuklo najveću gledanost za TV program u tom razdoblju.
Tijekom sastanka američke nacionalne udruge radiotelevizijskih kuća 1956. u Chicagu, NBC ja najvio da će njihova postaja WNBQ postati prva televizijska postaja u zemlji s cjelokupnim programom u boji (oko 6 sati programa). 1961. NBC se s Waltom Disneyjem dogovorio o prijenosu njegove antologijske serije u boji, nakon prijašnjih pregovora s ABC-om i serija je započela s emitiranjem u rujnu 1961. 
Do 1963., većina NBC-ovog programa u udarnom terminu emitirao se u boji, uz nekoliko iznimki. Do jeseni 1965., 95% programa u udarnom terminu emitirao se u boji i NBC se počeo reklamirati kao "Mreža u boji". Konkurentske mreže nisu uspjele pratiti NBC zbog manjka prodaje televizora. NBC je 1964. u ugovoru s Universal Studios dogovorio snimanje prvog dugometražnog filma namijenjenog za televiziju, See How They Run, koji je premijerno prikazan 17. listopada 1964. 1967., NBC je postigao dogovor s Metro-Goldwyn-Mayerom (MGM) da otkupi prava za film Čarobnjak iz Oza iz 1939. Film je prilagođen televizijskom prijenosu, napravljeni su dijelovi namijenjeni reklamnim blokovima. Unatoč tome, gledanost je bila odlična, s obzirom na to da je u to vrijeme nije bilo VHS-a i to je bio jedini način da se pogleda popularni film. NBC je Čarobnjaka iz Oza prikazivao jednom godišnje od 1968. do 1976., dok CBS nije otkupio prava za film.
Kraj 1960-ih donio je velike promjene u televizijskim programima. S obzirom na to da je većina Baby Boom generacije odraslo, NBC je smanjio broj starijih programa da bi privukao mlađu publiku koju su oglašivači željeli. 
1970-e su uspješno započele za NBC s obzirom na nekoliko popularnih programa. Međutim, unatoč uspjesima mlađih emisija kao i pojedinih veteranskih emisija poput Carsonovog The Tonight Showa i antologijskog serijala Walta Disneyja, mreža je upala u krizu sredinom desetljeća. 1974., pod novim predsjednikom Herbom Schlosserom, mreža je ponovo pokušala privući mlađu publiku s nekoliko skupih filmova, mini-serija i specijala, ali s lošim uspjehom Uspjeh je došao godinu dana kasnije s revolucionarnom kasnovečernjom komedijskom skeč-emisijom, NBC's Saturday Night – kasnije preimenovanom u Saturday Night Live, koja je zamijenila reprize The Tonight Showa u subotnjem večernjem terminu. Fred Silverman postaje predsjednikom NBC-a 1978., u razdoblju koje se pokazalo vrlo teškim za mrežu. Mnogi partneri NBC-a otkazali su partnerstvo, a mnoge emisije s prijašnjim uspjesima upale su u krizu.
Nakon što je predsjednik Jimmy Carter povukao američku momčad iz Olimpijskih igrara 1980., NBC je otkazao planiranih 150 sati prijenosa (koji su koštali 87 milijuna $ za prava prijenosa), nakon čega je budućnost mreže bila neizvjesna. NBC je računao da će prijenosi pomoći promociji novih jesenskih programa, i procjenjuje se da je izgubio oko 170 milijuna dolara prihoda od reklamiranja. U tom se razdoblju tisak oštro kritizirao Silvermana i njegovu politiku, i često je bio parodiran u popularnoj kulturi, kao i na Saturday Night Liveu.

#### Kasnije razdoblje
Početkom 1980-ih, Silverman odlazi s mjesta predsjednika, nasljeđuje ga Brandon Tartikoff, nakon čega se počinje vraćati gledanost NBC-a. Mreži se vraća profit s nekoliko novih drama i sitcoma, poput St. Elsewhere i Kafić Uzdravlje koji vraćaju mlađu publiku na ekrane. Najveći hit na NBC-u postaje avanturistička serija A-Team, koja se nalazila na 10. mjestu najegledanijih programa u SAD-u.  U veljači 1982., NBC je otkazao emisiju Tomorrow i u njezin termin postavio kasnovečernji talk show Late Night 34-godišnjeg komičara Davida Lettermana, koji će potrajati 11 godina s njim kao voditeljem.
Uspjehom Cosby Showa, NBC se sve više okreće sitcomima, emitiravši tako u jesen 1987. pet sitcoma svaku večer u tjednu prije udarnog termina. Tako se pokušalo privući gledatelje pola sata prije udarnog termina, a mnogi kvizovi koji su se emitirali u istom terminu ukinuti su.
NBC je 1988. godine prenosio svoje prve Ljetne Olimpijske igre od idućih sedam zaredom. U televizijskoj sezoni 1988./89., NBC je imao nevjerojatnih 18 programa unutar 30 najgledanijih u SAD-u; uz to je držao prvo mjestu u tjednim rejtinzima više od 12 mjeseci, podvig koji nije nikad više ponovljen. Mreža je nastavila uspjehe s početkom 1990-ih sa serijama popu Princ iz Bel Aira i Zakon i red.
1991., Tartikoff je otišao s položaja predsjednika NBC-a zbog posla u Paramount Picturesu, a nasljedio ga je Warren Littlefield, čije je era klimavo započela, najviše zbog toga što je većina programa iz ere Tartikoffa završilo s emitiranjem. Neki su njega krivili što je pustio Davida Lettermana da ode u CBS imenovavši Jaya Lena kao nasljednika Johnnyja Carsona na čelu The Tonight Showa. Stvari su se okrenule nakon nekoliko hit serija koje su započele u 1990-ima, kao što su Lud za tobom, Sestre, Frasier, Prijatelji, Hitna služba i Will i Grace. Serija Seinfeld je ispočetka imala nešto lošiju gledanost da bi postala jedna od najpopularnijih NBC-ovih televizijskih serija nakon što je postavljena u termin četvrtkom. Serija je zadnju epizodu emitirala 1998. na prvom mjestu Nielsen rejtinga, prva u povijesti s tim podvigom. Nakon toga Prijatelji postaju NBC-ov najpoznatiji TV program, također s uspješnim rejtinzima. Spinoff Kafić Uzdravlje, humoristična serija Frasier također postaje kritički i komercijalni uspjeh, s rekordnim brojnim osvojenih Emmy nagradama za sitcom u to vrijeme. NBC je počeo reklamirati svoju jaku TV postavu četvrtkom uvečer kao "Must See TV".
Do sredine 1990-ih, NBC-ov sportski kanal vođen Dickom Ebersolom, imao je prava za tri od četiri velike profesionalne športske lige u SAD-u: NFL (američki nogomet), MLB (bejzbol) and the NBA (košarka), te za Olimpijske igre. NBA je na NBC-u postala vrlo gledana, najviše zbog velikih uspjeha Chicago Bullsa predvođenih Michaelom Jordanom u tom razdoblju. NBC će krajem desetljeća izgubiti prava za NFL, koja će dobiti rivali CBS i Fox.
NBC će krajem 90-ih i početkom 2000-ih u kratkom razdoblju promijeniti tri predsjenika, posljednji od kojih je Jeff Zucker koji dolazi krajem 2000. godine. Početak novog tisućljeća donio je nove probleme NBC-u, već je u to vrijeme izgubio dugo vremena neosvojivo prvo mjesto u rejtinzima, koje je pripalo CBS-u. Uz to, izgubio je prava prijenosa za MLB, a kasnije i za NBA ligu. Nakont toga, najviše što je NBC mogao ponuditi bile su Olimpijske igre.
U listopadu 2001., NBC je otkupio Tv postaju na španjolskom jeziku Telemundo za 2,7 milijarde dolara. 2003., francuski medijski konglomerat Vivendi otkupio je 49% udjela NBC-a od General Electrica, ubacivši u mrežu razne filmske, televizijske i zabavne (uključujući i Universal Pictures) subjekte u vlasništvu Vivendija pod novi naziv NBC Universal. 2004., Zucker je promoviran u predsjednika nove televizijske grupacije NBC Universal, dok Kevin Reilly postaje NBC-ov predsjednik.

#### Novije godine
Nakon završetka serija Prijatelji i Frasier 2004. godine, NBC je ostao s dosta običnog programa i bez pravih hitova. Iduća je sezona bila jedna od najlošijih od svih u zadnja tri desetljeća, spustivši se na četvrto mjesto s rejtinzima, iza CBS-a, Foxa i ABC-a. U tom su razdoblju sve mreže patile od manjka gledanosti zbog povećenja tržišta s kabelskom televizijom, kućnim video izdanjima, videoigrama i internetom, s tim da je NBC najgore prošao. U nadolazećim sezonama, s manjkom pravih hit serija, gledanost su najviše držale kritičke uspješnice U uredu i Televizijska posla. Nakon osam godina, NBC je povratio licencu za prijenos utakmica NFL-a, no i dalje je ostao na četvrtom mjestu ljestvice američkih TV mreža.
Novi predsjednik NBC-a od 2007. bio je Ben Silverman, s također neuspješnim sezonama bez uspjeha u udarnom terminu. U intervjuu u ožujku 2009., Jeff Zucker je izjavio da će NBC teško ponovo postati broj 1 u SAD-u. 2009., Silvermanovu poziciju zamjenjuje Jeff Gaspin.
3. prosinca 2009., multimedijska tvrtka Comcast najavio je da će otkupiti 51% udjela NBC Universala od General Electrica za 6,5 milijardi dolara u gotovini. GE je zarađenih 5,8 milijardi $ iskoristio da otkupi Vivendijevih 20% udjela u NBC Universalu.
NBC-ov prijenos Zimskih olimpijskih igrara 2010. u Vancouveru donio je povećanje gledanosti za 21% više od prijašnjih igara. Te je godine NBC zadržao četvrto mjesto među mrežama, iako se približio ABC-u na trećem mjestu.
Nakon što je 2009. Conan O'Brien nasljedio Jaya Lena na mjestu voditelja The Tonight Showa, mreža je Lenu dodijelila mjesto u udarnom terminu za njegovu novi talk show. Nakon žalbi lokalnih partnerskih kanala, Lenov show je pomaknut s 22 sata na 23:35, što je inače bio termin za Tonight Show, koji se trebao pomaknuti pola sata unaprijed. O'Brien, koji je potpisao ugvor na tri godine i premjestio većinu svog osoblja iz Late Nighta iz New Yorka u Kaliforniju, nije imao pravo izbora niti je bio obavješten o premještanju. NBC-ovo planirano prestrojavanje kasnovečernjih termina razbjesnilo je O'Briena, koji je zadobio ogromnu podršku javnosti, te je započeo proces prekida svog ugovora. Lena, Zuckera i cijeli NBC žestoko je kritizirala javnost zbog tog poteza. Leno će se naposljetku vratiti kao domaćin The Tonight Showa 1. ožujka 2010., dok je O'Brien prihvatio otkup svog ugovora. O'Brien je kasnije potpisao ugovor s kabelskom mrežom TBS za novi late-night show Conan.
U proljeće 2010., Comcast je najavio otkup većinskog dijela NBC Universala od General Electrica, kojem bi preostao samo maleni udjel. Jeff Zucker je 24. rujna iste godine najavio povlačenje s mjesta direktora NBC Universala nakon spajanja s Comcastom na kraju godine. Nakon što je dogovor finaliziran, Steve Burke je imenovan novim direktorom a Robert Greenblatt novim predsjednikom NBC-a.
Prijenosom Super Bowla 2012., koji je u to vrijeme postao najgledaniji program u povijesti SAD-a, i uspjehom showa The Voice, NBC se podigao na treće mjesto televizijskih mreža nakon osam godina na četvrtom. U jesen 2012., NBC je znatno roširio broj sitcoma, s osam serija u tjednim večerima. NBC se vratio na prvo mjesto gledanosti publike od 18-49 godina. Iduća je sezona završena s NBC-om na trećem mjestu ukupne gledanosti. Iako s neuspješnim novim kvizom, sezona 2013./14. bila je većinski uspješna zbog popularnih novih serija kao što su Crna lista, Hanibal i Čikaška policija te prijenosa Olimpijskih igara. NBC je zbog toga povratio prvo mjesto gledanosti publike od 18-49 godina. NBC se također popravio u ukunoj gledanosti, preuzevši drugo mjesto iza CBS-a. Isti je uspjeh mreža ponovila iduće sezone.

## Program
2013. godine, NBC je pružao 87 sati redovnog programa svaki tjedan. Uz to, NBC nudi 22 sata programa u udarnom terminu povezanim postajama ponedjeljcima do subote od 20:00 do 23:00 sata (19:00 – 22:00 u vremenskim zonama koje nisu istočne i pacifičke) i nedjeljama od 19:00 do 23:00 sata (18:00 – 22:00 u ostalim vremenskim zonama).
Dnevni program emitira se radnim danima između 12:00 i 15:00 sati, u terminu se prikazuje jednosatna sapunica Naši najbolji dani. NBC News program emitira jutarnji informativni program Today od 7:00 do 11:00 radnim danima, 7:00 – 9:00 subotom i 7:00 – 8:00 nedjeljom; te noćnu emisiju NBC Nightly News (čije se emitiranje vikendom može pomjerati zbog sportskih prijenosa koji potraju duže od očekivanog); kao i subotnji politički talk show Meet the Press, jutarnji informativni program subotom Early Today te magazin Dateline NBC. Kasnovečernji termin ranim danima popunjava The Tonight Show Starring Jimmy Fallon, Late Night with Seth Meyers i Last Call with Carson Daly, a vikendima reprize Todaya i CNBC-ov program Mad Money, i humoristična skeč-emisija Saturday Night Live, te LXTV-ovi 1st Look i Open House NYC.
NBC-ov subotnji jutranji dječji termin popunjavaju kabelski programi mreže Sprout, koji emitira trosatne akcijsko-animacijske serijale za djecu naziva NBC Kids.
Športski program emitira se vikendima u poslijepodnevnom terminu nekad između 12:00 i 18:00 sati (9:00-15:00 ili u snimkama u pacifičkoj zoni). Zbog nepredvidive duljine nekih športskih događaja, NBC će ponekad odgoditi planirane programe (najčešće vikend izdanja NBC Nightly Newsa ili lokalne programe partnerskih postaja).

## Vanjske poveznice
- Službena stranica
- Povijest NBC-a  Arhivirana inačica izvorne stranice od 2. veljače 2003. (Wayback Machine)
- Povijest logotipa NBC-a